# Fritz Riess
Friedrich Riess, scritto anche come Rieß, detto Fritz (Norimberga, 11 luglio 1922 – Samedan, 15 maggio 1991), è stato un pilota automobilistico tedesco.
Ha partecipato al Gran Premio di Germania 1952 di Formula 1 con una Veritas RS terminando la gara al settimo posto.
Inoltre ha vinto alla 24 Ore di Le Mans nel 1952 con una Mercedes-Benz guidata con Hermann Lang.

## Risultati in Formula 1
| 1952 | Scuderia       | Vettura    |  |  |  |  |  |   |  |  | Punti | Pos. |
| ---- | -------------- | ---------- |  |  |  |  |  | - |  |  | ----- | ---- |
| 1952 | Pilota privato | Veritas RS |  |  |  |  |  | 7 |  |  | 0     |      |

| Legenda | 1º posto     | 2º posto | 3º posto    | A punti         | Senza punti/Non class.  | Grassetto – Pole position Corsivo – Giro più veloce |
| Legenda | Squalificato | Ritirato | Non partito | Non qualificato | Solo prove/Terzo pilota | Grassetto – Pole position Corsivo – Giro più veloce |